# Carouselambra
Carouselambra – utwór angielskiego rockowego zespołu Led Zeppelin pochodzący z albumu In Through the Out Door (1979). Nazwa "Carouselambra" odnosi się do pierwszej sekcji utworu, która przypomina muzykę z karuzeli. To druga pod względem długości piosenka studyjna Led Zeppelin (po "In My Time of Dying"), trwająca ponad dziesięć i pół minuty.  Styl utworu dość odbiega od standardu grupy, ponieważ gitara Jimmy'ego Page'a słyszana jest jedynie w tle, a na pierwszy plan wybija się syntezator Johna Paula Jonesa.